# Park Krajobrazowy Stawki
Park Krajobrazowy Stawki – park krajobrazowy w województwie śląskim, gminie Przyrów, na terenie Równiny Janowskiej w obrębie Wyżyny Częstochowskiej. Zajmuje powierzchnię 17,32 km² i do momentu utworzenia Miedzichowskiego Parku Krajobrazowego, był najmniejszym w Polsce. Obszar parku podlega pod Zespół Parków Krajobrazowych Województwa Śląskiego.
Cechą charakterystyczną parku jest występowanie licznych strumieni, stawów i bagien. W tych warunkach rozwinęły się olsy, grądy niskie oraz lasy łęgowe. Najcenniejsze obszary leśne objęto ochroną jako rezerwat przyrody Wielki Las.
Oprócz lasów na terenie parku rozwinęły się też torfowiska i śródleśne łąki. Do jednych z ciekawszych roślin występujących na tym obszarze należą: kosaciec żółty, rzeżucha niecierpkowa, bez koralowy, widłak jałowcowaty, podkolan biały, gnieźnik leśny, liczydło górskie.
Ze względu na wilgotne tereny i dogodne środowisko życia w parku występują między innymi takie zwierzęta jak: błotniak stawowy, bocian czarny, żuraw, traszka, ropucha szara, jaszczurka zwinka, jaszczurka żyworódka, padalec.